# وانجبرين
وانغبرن أو وينبرن (بالإنجليزية: Wangbren)‏ هو إله الماء والعواصف والكوارث والمرض، الموت وهطول الأمطار. إلى جانب ذلك، فهو أحد آلهة التوجيه في أساطير كينغلي [الإنجليزية]، الذي يحرس الاتجاه الجنوبي الشرقي. وهو قرين الإلهة سانغنو ليمبي.

## الوصف
في الأسطورة، يوصف الإله وانغبرن بأنَّه أسود البشرة ويرتدي دائمًا أردية سوداء. ويُعتقد أن الناس ماتوا غرقًا على يد هذا الإله. ويوصف بأنه إله يركب على نمر أسود.

## النصوص القديمة
في الديانة السانامية [الإنجليزية] القديمة، أُعطي الإله وانغبرن مائة وثمانية اسمًا إلهيًّا.